# Cycas furfuracea
Cycas furfuracea W.Fitzg., 1918 è una pianta appartenente alla famiglia delle Cycadaceae, endemica dell'Australia.

## Descrizione
È una cicade con fusto eretto, alto sino a 2(-4) m e con diametro di 18–22 cm.
Le foglie, pennate, lunghe 80–150 cm, sono disposte a corona all'apice del fusto e sono rette da un picciolo lungo 15–26 cm; ogni foglia è composta da 100-220 paia di foglioline lanceolate, con margine leggermente ricurvo, lunghe mediamente 7–20 cm, di colore blu tenue, inserite sul rachide con un angolo di 40-50°.
L'epiteto specifico furfuracea, e cioè squamoso, fa riferimento ai tricomi persistenti sulle foglie.
È una specie dioica con esemplari maschili che presentano microsporofilli disposti a formare strobili terminali di forma strettamente ovoidale o fusoidale, lunghi 30–40 cm e larghi 7–9 cm ed esemplari femminili con macrosporofilli che si trovano in gran numero nella parte sommitale del fusto, con l'aspetto di foglie pennate che racchiudono gli ovuli, in numero di 4-8.
I semi sono grossolanamente ovoidali, lunghi 32–36 mm, ricoperti da un tegumento di colore arancio-marrone.

## Distribuzione e habitat
È diffusa sporadicamente nel Kimberley dell'Australia Occidentale, prevalentemente sulle zone elevate del King Leopold Range, nel Kimbolton Range e su alcune isole a nord come Heywood Island.

Prospera su terreni scheletrici sabbiosi sovrastanti dura arenite silicea, su pendii ripidi. Inoltre nel Kimbolton Range prospera anche su argilla rossa sovrastante affioramenti di basalti rocciosi.

## Conservazione
La IUCN Red List classifica C. furfuracea come specie a rischio minimo (Least Concern).

La specie è inserita nella Appendice II della Convention on International Trade of Endangered Species (CITES)